# Willard Schrader
Willard August Schrader (Marion, 5 maggio 1883 – Vincennes, 24 giugno 1971) è stato un ginnasta e multiplista statunitense.

## Carriera
Schrader partecipò ai Giochi olimpici di Saint Louis 1904 nelle gare di triathlon e ginnastica. Giunse settantasettesimo nel concorso generale individuale, trentesimo nel triathlon e novantunesimo nel concorso a tre eventi.